# مايكل ماركوس
مايكل ماركوس (بالإنجليزية: Michael Marcus)‏ هو عازف جاز أمريكي، ولد في 25 أغسطس 1952 في سان فرانسيسكو في الولايات المتحدة.

## وصلات خارجية
- الموقع الرسمي
- مايكل ماركوس على موقع ميوزك برينز (الإنجليزية)
- مايكل ماركوس على موقع أول ميوزيك (الإنجليزية)
- مايكل ماركوس على موقع ديسكوغز (الإنجليزية)